# Ondřej Šafář
Ondřej Šafář (* 2. listopadu 1995, Sokolov) je český hokejový obránce hrající za tým HC Dukla Jihlava v 1. hokejové lize, v sezóně 2014/15 odehrál svůj premiérový zápas v ELH proti Třinci.
Ondřej Šafář se narodil v Sokolově nedaleko Karlových Varů, kde odstartoval svoji hokejovou kariéru. Ve všech věkových kategoriích byl členem týmu HC Energie Karlovy Vary, za jeho juniorku nastupoval pravidelně i v MHL.
Mezi úspěchy jeho mládežnické reprezentační kariéry se řadí účast na Memoriálu Ivana Hlinky v sezóně 2012/13.
Po ukončení činnosti HC Energie Karlovy Vary v MHL odešel Ondřej Šafář na hostováné do týmu HC Litoměřice.
Před sezónou 2015/2016 se HC Energie domluvila s Duklou Jihlavou na hostování několika hráčů včetně Ondřeje Šafáře.